# Hololepta malariae
Hololepta malariae är en skalbaggsart som beskrevs av Lewis 1895. Hololepta malariae ingår i släktet Hololepta och familjen stumpbaggar. Inga underarter finns listade i Catalogue of Life.